# オリエンタルプロレス
オリエンタルプロレスは、かつて存在した日本のプロレス団体。キャッチフレーズは「出前プロレス」。

## 歴史
1992年6月、元パイオニア戦志所属選手の剛竜馬が設立。7月26日、琴平町営西駐車場特設会場で琴平町商工会青年部・婦人部が主催する「こんぴら夏祭り」の余興として旗揚げ戦を開催。
パイオニア戦志の失敗から、新日本プロレスやジャパンプロレスなどで営業面で采配を振った加藤一良をフロントに招いて興行面を任せた。また小規模なインディー団体の身軽さを利して『出前プロレス』と称し、日本各地で呼ばれたら何処へでも赴くスタイルで興行を開催していた。
当日の試合を収録・編集して帰りがけの観客にビデオの即売を行う「ほっかほかビデオ」の企画は、テレビ東京の番組「ワールドビジネスサテライト」でも採り上げられるなど注目を集めたが、赤字続きで短期間で姿を消してしまう。
パイオニア戦志では出来なかった外国人選手の招聘も積極的に行い、ジェシー・バーと双子タッグチーム「ザ・ブルース・ブラザース（ロン・ハリス&ドン・ハリス）」らを来日させた。またパイオニア戦志で正統派プロレスにこだわり失敗した反省から、金網デスマッチも行った。しかし興行的には苦戦が続いてしまい、給料の未払いにより加藤らフロント陣が退職する。
1992年12月、代表の剛が永久追放処分という形で退団。退団の理由は、海外遠征の利益をピンハネするなどのギャラ搾取、また若手との軋轢や売り上げを巡ってスタッフと揉めた等とされている。
剛の退団後は高杉正彦をエース格としてW★INGプロモーション、みちのくプロレス、山梨に本拠を構える空手道場「宮川道場」などの協力を得て、残った所属選手と興行を開催するも1993年12月に解散した。

## 所属選手

### 男子選手
- 剛竜馬
- 高杉正彦
- 荒谷信孝（現：荒谷望誉）
- 松崎和彦
- 平野勝美
- 矢口一郎（現：矢口壹琅）
- 藤田豊成（現：マグニチュード岸和田）
- 山田圭介（現：バッファロー）
- 板倉広
- 伊東永悟（現：駿河永悟）
- 三ヶ田明弘

### 女子選手
- ダーティー大和
- 宮本恵美

## スタッフ

### レフェリー
- 松井幸則

### リングアナウンサー
- 折田信吉